# My Husband's Wives
My Husband's Wives é um filme mudo norte-americano de 1924, do gênero drama, dirigido por Maurice Elvey e estrelado por Shirley Mason. O filme é considerado perdido.

## Elenco
- Shirley Mason ... Vale Harvey
- Bryant Washburn ... William Harvey
- Evelyn Brent ... Marie Wynn
- Paulette Duval ... Madame Corregio